# Butembo
Butembo a Kongói Demokratikus Köztársaság északkeleti részében fekvő Észak-Kivu tartomány városa. A város a Virunga Nemzeti Parktól nyugatra fekszik, Goma 280 km-re délre található. Tengerszint feletti magassága 1800 m.

## Története
Az első kongói háborút megelőzően a város fontos kereskedelmi központ volt. Jelenleg a városnak fontos piaca, katedrálisa, egy kis kórháza és repülőtere van (ICAO: FZMB). Butembo környékén jelentős tea- és kávéültetvények vannak. A város lakóinak száma a legfrissebb becslés szerint meghaladja a 180 ezret.
A város otthont ad a Kongói Demokratikus Köztársaság hadserege 2. hadosztályának
2006 szeptemberében adták át Butembo szállodáját a „Hotel de Butembo”-t. A helyi mértékkel mérve drága szálloda biztonságos szállást nyújt a városba látogató külföldieknek.
A város 2008 szeptemberében tragikus futball-verekedés helyszíne volt. A verekedés a Socozaki és a Nyuki csapatok közti futballmérkőzés alatt tört ki. Az első félidő után a Socozaki játékosai boszorkánysággal vádolták a Nyuki kapusát, aki állítólag varázslatot szórt a kapujukra. A két csapat közti verekedésnek a rendőrség próbált véget vetni, közben a lelátóról a rendőrök parancsnokát megdobták. Ekkor a rendőrség a levegőbe lőtt és könnygázt is bevetett, mire a nézők a kijáratok felé tódultak, a tolongásban 13 ember, főként tizenéves, halt meg és 36 megsebesült.